# Jano Jara
Luis Alejandro Doñas Jara, (Santiago, 15 de junio de 1948 - Ñuñoa, 2 de febrero de 2014) más conocido como Jano Jara, fue un cantautor popular y sobrino de Víctor Jara.
Hijo de Miguel Luis Doñas Fernández y Georgina Amanda Jara Martínez, en la década de los '80, tuvo varias colaboraciones con la resistencia armada de Chile, incluyente el disco El Camotazo, de las Juventudes Comunistas de Chile, y el casete el Frente Patriótico Manuel Rodríguez …En medio del combate… Cantamos.
En total tuvo 5 hijos, Luis Alejandro, Víctor Alejandro, Patricio Alejandro, Alejandro Manuel, y Camilo Alejandro.

## Canciones
Una lista de canciones conocidas de Jano Jara.
- El pueblo de la victoria
- Mi hermano preso político
- Mientras hayan milicianos
- Rip Regae
- Pásate a este la'o pela'o